# Llac Bonneville

Llac Bonneville i altres llacs pluvials (17.500 anys abans del present), i les restes modernes

El Llac Bonneville, en anglès: Lake Bonneville, va ser un llac pluvial prehistòric que cobria gran part de la regió oriental del Great Basin d'Amèrica del Nord. Estava situat en l'actual Utah, encara que algunes parts estaven en els actuals estats dels Estats Units d'Idaho i Nevada. Es va formar fa uns 32.000 anys. El llac Bonneville va existir fins fa uns 14.500 anys. Moltes de les característiques especials de la conca Great Basin es deuen als efectes d'aquest llac.
Tenia més de 300 metres de fondària i més de 51.000 km² de superfície Era tan gran com l'actual Llac Michigan i significativament més profund. Amb el canvi del clima, el llac es va anar assecant, deixant pas als llacs Great Salt Lake, Utah Lake, Sevier Lake, Rush Lake, i Little Salt Lake com a restes.
Al llac Bonneville li va donar aquest nom el geòleg G. K. Gilbert en memòria de Benjamin Louis Eulalie de Bonneville (1796–1878), un oficial de l'exèrcit dels Estats Units i també explorador nascut a França. Bonneville va fer expedicions a Oregon Country i al Great Basin.

## Geologia
El llac Bonneville va ser el resultat de la combinació de les baixes temperatures, la disminucíó de l'evaporació i l'alta pluviometria, tenia la regió, potser a causa d'un jet stream que discorria més cap al sud que no pas l'actual.
Fa uns 14.500 anys, el llac Bonneville es va buidar en gran part de forma catastròfica. El nivell del llac va baixar uns 105 metres. Fa uns 14.000 anys, el llac va tornar a baixar de nivell pel canvi de les condicions climàtiques, i cap a fa 12.000 anys, el llac va abaixar el seu nivell encara més del que actualment té el Great Salt Lake.